# مه ۲۰۰۹
مه ۲۰۰۹ یکی از ماه‌های ۲۰۰۹ (میلادی) است.

## ۱ مه ۲۰۰۹
- روز کارگر در کشورهای جهان برگزار شد؛ در ایران و چند کشور دیگر ده‌ها تن دستگیر شدند

میلیون‌ها نفر در سراسر جهان در مراسم ۱ مه، روز جهانی کارگر تظاهرات کردند. در رویدادی مرتبط، از برگزاری مراسم روز جهانی کارگر در ایران جلوگیری شد و ده‌ها تن در این رابطه دستگیر شدند.در ترکیه نیز نزدیک به پانزده تن دستگیر شدند رادیوزمانه، دویچه وله فارسی، العربیه فارسی، بی‌بی‌سی فارسی،ایلنا
- شورای امنیت مأموریت نیروهای سازمان ملل در جنوب سودان را تمدید کرد

اعضای شورای امنیت سازمان ملل، به اتفاق آرا تصمیم گرفتند، مأموریت ۱۳ هزار و پانصد نیروهای حافظ صلح سازمان ملل متحد در جنوب سودان را به مدت یک سال دیگر تمدید کنند. دویچه وله فارسی
- آمریکا: «نیروی قدس اهرم اصلی ایران در حمایت از تروریسم»

وزارت امور خارجه ایالات متحده آمریکا با انتشار یک گزارش سالانه ایران را «فعال‌ترین دولت حامی تروریسم در جهان» معرفی کرده و به خصوص بر آن‌چه فعالیت نیروی قدس سپاه پاسداران انقلاب اسلامی در زمینه کمک به رشد و نمو تروریست‌ها در سراسر جهان می‌داند، تاکید کرده ‌است. بی‌بی‌سی فارسی، دویچه وله فارسی
- اعدام دلارا دارابی

دلارا دارابی، دختر ۲۳ ساله نقاشی که به اتهام قتل در سن ۱۷ سالگی، در ایران محکوم به اعدام شده بود، با وجود اعتراضات گسترده سازمان‌های بین‌المللی، در زندان مرکزی رشت، مرکز استان گیلان، اعدام شده است. فعالان مدنی از سراسر جهان تلاش کردند از اعدام او جلوگیری کنند، اما سرانجام وی بدون حضور اعضای خانواده و وکیل‌هایش اعدام شد. رادیوزمانه، بی‌بی‌سی فارسی

## ۲ مه ۲۰۰۹
- خودداری کنگره آمریکا از تصویب سریع تحریم بنزین ایران

با وجود تدوین متن مصوبه‌ای برای تحریم واردات مواد نفتی پالایش شده ایران در کنگره آمریکا، یک مقام ارشد کنگره می‌گوید که در آینده نزدیک، قصد به تصویب رساندن آن را ندارد. بی‌بی‌سی فارسی
- کشتار وسیع خوک در مصر به دلیل آنفلوآنزای خوکی

مقام‌های مصری به دلیل جلوگیری از ورود بیماری آنفلوآنزای خوکی به این کشور، کشتار بیش از سیصد هزار خوک را آغاز کرده‌اند. سازمان خوار و بار جهانی وابسته به سازمان ملل متحد،این اقدام دولت مصر را «یک خطا» نامیده و گفته نوع جدید ویروس این آنفلوآنزا در خوک‌ها دیده نشده است+اطلاعات بیشتر از ویکی‌پدیای فارسی. بی‌بی‌سی فارسی
- جمهوری اسلامی ایران به نقض جدی حقوق دینی شهروندان متهم شد

کمیسیون آزادی‌های دینی بین‌المللی آمریکا که به طور غیرمستقیم زیر نظر وزارت امور خارجه آمریکا فعالیت دارد، در گزارش سالانه خود نظام جمهوری اسلامی ایران را در کنار ۱۲ دولت دیگر، در ردیف دولت‌هایی قرار داده است که آزادی‌های دینی و حقوق شهروندی، شهروندان خود را به طور گسترده نقض می‌کنند. این نهاد حقوق بشری، شرایط مسلمانان صوفی، بهائیان، مسیحیان اونجلیکال و یهودیان در ایران را بدتر از سال‌های گذشته ارزیابی کرده است. بی‌بی‌سی فارسی
- عذرخواهی بی‌ام‌آی به دلیل حذف کشور اسرائیل از نقشه

هواپیمایی بی‌ام‌آی بریتانیا به علت این که در پروازهای این شرکت به مقصد فرودگاه بین‌المللی بن گوریون در کلان‌شهر تل‌آویو، در نقشه‌ها کشوری به نام اسرائیل وجود نداشته، عذرخواهی کرده‌است. بی‌بی‌سی فارسی، اورشلیم پست

## ۳ مه ۲۰۰۹
- حملات هوایی ایران به شمال عراق محکوم شد

دولت خودمختار کردستان عراق، طی بیانیه‌ای رسمی، حملات هوایی ایران به اهدافی در مناطق کردنشین در شمال عراق را محکوم کرد. بالگردهای نظامی ایران، روز گذشته سه روستای کردنشین در شمال عراق را بمباران کرده بودند. بی‌بی‌سی فارسی، دویچه وله فارسی
- اتحادیه اروپا به خاطر اعدام دلارا دارابی، ایران را محکوم کرد

اتحادیه اروپا اعدام دلارا دارابی را خلاف تعهدات بین‌المللی ایران دانست و آن را محکوم کرد. دلارا دارابی به خاطر قتل یکی از بستگانش از سوی دادگاهی به مرگ محکوم شده بود، وی در زمان ارتکاب جرم، تنها ۱۷ سال داشت. اتحادیه اروپا در این بیانیه بار دیگر از نظام جمهوری اسلامی ایران خواسته است، که حکم اعدام نوجوانان و جوانان را متوقف کند. دویچه وله فارسی
- اسرائیل تونل‌های قاچاق مهمات در غزه را بمباران کرد

در حمله نیروی هوایی اسرائیل به تونل‌های قاچاق مهمات به نوار غزه در مرز مصر، دو نفر کشته و سه نفر دیگر زخمی شدند. اسرائیل به تلافی راکت‌پرانی فلسطینی‌ها به شهرهای اسرائیل در روز پنجشنبه، دو تونل در مرز مصر با نوار غزه را بمباران کرده بود. دویچه وله فارسی

## ۴ مه ۲۰۰۹
- استعفای رئیس دولت نپال

پوشپا کمال داهال، رئیس دولت مائوئیستی نپال استعفا داد. او که با رئیس‌جمهور کشور بر سر مقام فرماندهی ارتش نپال اختلاف نظر دارد، در نطقی تلویزیونی اعلام کرد که به خاطر «کمک به ادامه‌ی روند صلح در کشور» استعفا می‌دهد. دویچه وله فارسی
- «رکسانا صابری در بیمارستان بستری شده است»

سازمان گزارشگران بدون مرز از بستری شدن رکسانا صابری، خبرنگار ایرانی آمریکایی در  بیمارستان زندان اوین، به خاطر ضعف شدید به ناشی از دو هفته اعتصاب غذا خبر داده است. در رودیدادی مرتبط، هانس گرت پوترینگ، رئیس پارلمان اروپا، خواستار آزادی «فوری و بدون قید و شرط رکسانا صابری» شد. رکسانا صابری که به ابتدا به جرم خرید شراب و سپس به اتهام جاسوسی به ۸ سال زندان محکوم شده، هم‌اکنون در زندان اوین در حال اعتصاب غذا به‌سر می‌برد. دویچه وله فارسی - بیمارستان، دویچه وله فارسی - اتحادیه اروپا
- آنفلوآنزای خوکی در مکزیک «رو به افول است»

خوزه آنخل کوردوا، وزیر بهداشت مکزیک می‌گوید بیماری آنفلوآنزای خوکی در این کشور سیر صعودی خود را پشت سر گذاشته و رو به افول است. شیوع آنفلوآنزای خوکی از مکزیک شروع شد و تاکنون مرگ ۱۹ تن در این کشور از این بیماری تایید شده‌است. بی‌بی‌سی فارسی

## ۵ مه ۲۰۰۹
- انتقاد شدید سازمان ملل از اسرائیل در گزارش غزه

سازمان ملل متحد در گزارشی درباره حمله به مدارس این سازمان در جنگ غزه، از اسرائیل به شدت انتقاد کرده‌است. این گزارش خاطر نشان می‌کند عملیات نظامی نیروهای دفاعی اسرائیل در نبرد با حماس، موجب کشته و زخمی‌شدن و بروز خرابی‌ها در شش حمله از نه حمله عمده به ساختمان‌های سازمان ملل شده‌است. بی‌بی‌سی فارسی
- حداقل ۴۵ کشته در حمله مسلحانه به مجلس عروسی در ترکیه

حداقل ۴۵ نفر در حمله افراد مسلح نقاب‌پوش به یک جشن عروسی در استان ماردین در جنوب شرقی ترکیه کشته شده‌اند. بی‌بی‌سی فارسی
- تداوم درگیری‌ها میان ارتش پاکستان و نیروهای طالبان

شمال پاکستان دستخوش ناآرامی است. نیروهای ارتش پاکستان و نیروهای طالبان در چندین منطقه با یکدیگر درگیر هستند. ارتش نتوانسته است طالبان را به عقب‌نشینی وادارد. در همین حال، دولت پاکستان طالبان را متهم می‌کند که به قرارداد صلح وفادار نبوده‌اند. دویچه وله فارسی

## ۶ مه ۲۰۰۹
- جاکوب زوما رئیس‌جمهور آفریقای جنوبی شد

جاکوب زوما، رهبر حزب کنگره ملی آفریقا (ای‌ان‌سی)، رسما به عنوان رئیس‌جمهور آفریقای جنوبی توسط اعضای پارلمان این کشور انتخاب شد. رای‌گیری در پارلمان پس از آن صورت گرفت که دو هفته پیش، حزب ای‌ان‌سی، در انتخابات سراسری با پیروزی چشم‌گیری روبرو شد. بی‌بی‌سی فارسی
- آوارگی ده‌ها هزار غیرنظامی به دنبال درگیری ارتش پاکستان و طالبان

ده‌ها هزار نفر از ساکنان ایالت سرحد در شمال غرب پاکستان، به دنبال عملیات ارتش پاکستان علیه پیکارجویان طالبان، با ترک خانه‌ها و اموالشان، آواره شده‌اند. بی‌بی‌سی فارسی، دویچه وله فارسی
- شورش نظامی در گرجستان سرکوب شد

دولت گرجستان اعلام کرده‌است که شورش در پایگاهی نظامی در نزدیکی تفلیس، پایتخت گرجستان، سرکوب شده‌است. مقامات امنیتی این کشور گفته‌اند که این شورش بخشی از یک طرح کودتای مرتبط با روسیه و هدف از آن ترور میخیل ساآکاشویلی، رئیس‌جمهوری گرجستان بوده‌است. بی‌بی‌سی فارسی

## ۷ مه ۲۰۰۹
- تحقیق درباره مخارج وزرای کابینه بریتانیا

در پی انتشار مخارج ۱۳ تن از وزرای بریتانیایی در روزنامه دیلی تلگراف، برخی از سیاست‌مداران این کشور از جمله گوردون براون، نخست‌وزیر، آلستر دارلینگ، وزیر دارایی و جک استرا، وزیر دادگستری مورد مواخذه قرار گرفته‌اند. بی‌بی‌سی فارسی

## ۸ مه ۲۰۰۹
- «سفر زیارتی» پاپ به خاورمیانه

پاپ بندیکت شانزدهم، رهبر کاتولیک‌های جهان، با ورود به اردن «سفر زیارتی» خود را به چند کشور خاورمیانه، آغاز کرد. وی در سخنرانی در فرودگاه بین‌المللی امان احترام عمیق خود را نسبت به مسلمانان اظهار داشت. بندیکت شانزدهم در ادامه دیدار خود از منطقه خاورمیانه علاوه بر شیعمون پرس، رئیس‌جمهور اسرائیل، با محمود عباس، رهبر تشکیلات خودگردان فلسطین و نمایندگان مسلمانان و یهودیان دیدار خواهد کرد. دویچه وله فارسی، بی‌بی‌سی فارسی
- تشدید مبارزه با طالبان پس از اجلاس سه‌جانبه

پس از اجلاس سه‌جانبه‌ی آمریکا، پاکستان و افغانستان، نیروهای موتلف حمله به مواضع طالبان در منطقه‌ی ناآرام دره‌ی سوات را آغاز کردند. نخست‌وزیر پاکستان رسما حمله‌ی نظامی به طالبان را اعلام کرد. در همین رابطه، صلیب سرخ جهانی در مورد خطر فاجعه‌ی انسانی هشدار داد. دویچه وله فارسی
- محکومیت اعدام دلارا دارابی توسط وزارت خارجه بریتانیا، احضار سفیر ایران توسط وزارت خارجه فنلاند

وزارت امور خارجه بریتانیا با صدور بیانیه‌ای اعدام دلارا دارابی را محکوم کرده و از نظام جمهوری اسلامی ایران خواسته‌است که اعدام کودکان و نوجوانانی را که قبل از سن هجده سالگی مرتکب جرم شده‌اند را، متوقف کند. در همین حال وزارت امور خارجه فنلاند، سفیر ایران در هلسینکی را احضار کرد تا مراتب نگرانی خود را از اعدام افرادی که قبل از هجده سالگی مرتکب جرم شده‌اند را، اعلام کند. 
بی‌بی‌سی فارسی

## ۹ مه ۲۰۰۹
- دولت پرو در منطقه آمازون وضعیت اضطراری اعلام کرد

پس از هفته‌ها اعتراض و مسدود کردن راه‌ها توسط بومیان منطقه آمازون، دولت پرو به مدت ۲ ماه در این منطقه وضعیت اضطراری اعلام کرد. طبق اعلام دولت، این اعتراض‌ها منجر به اختلال در تولید نفت و گاز شده است. قبایل بومی دولت لیما را متهم کرده‌اند که با بهره‌برداری از منابع انرژیف محیط‌زیست آمازون را آلوده می‌کند. دویچه وله فارسی
- آغاز اجلاس «معبر جنوب» در پراگ

در پراگ، پایتخت جمهوری چک، که ریاست دوره‌ای اتحادیۀ اروپا را به عهده دارد، سران کشورهای آسیای مرکزی، عراق، ترکیه و جمهوری آذربایجان و نمایندگان اتحادیه اروپا، امکان رساندن گاز منطقۀ دریای خزر را به اروپای غربی بررسی کردند. محور اصلی گفتگوها، طرحی بود که از چند سال قبل به پروژۀ نابوکو شهرت یافته‌است. رادیو بین‌المللی فرانسه
- تغییرات بزرگ و بی‌سابقه در ارتش روسیه

به مناسبت شصت و چهارمین سال پایان جنگ جهانی دوم و بزرگداشت پیروزی بر آلمان نازی، ارتش روسیه در میدان سرخ مسکو، دست به رژه نظامی زد. در این رژه نظامی، برخی از سامانه‌های موشکی، یگان‌های زرهی و تانک‌ها، و همچنین هواپیماهای جنگنده ساخت روسیه شرکت داشتند. این در حالی است که ارتش روسیه با کاهش افسران و اصلاح در ساختارهای فرماندهی در آستانه تغییراتی بنیادین قرار دارد. دویچه وله فارسی
- اعلام رسمی نامزدی احمدی‌نژاد، برای دهمین دوره انتخابات ریاست جمهوری ایران

محمود احمدی‌نژاد، نام خود را  در لیست نامزدهای انتخابات دور دهم ریاست جمهوری ثبت کرد. دویچه وله فارسی، رادیو بین‌المللی فرانسه

## ۱۰ مه ۲۰۰۹
- بالاترین نرخ بیکاری در آمریکا در ۲۶ سال گذشته

ایالات متحده آمریکا هم‌چنان در دام بحران اقتصادی جهانی گرفتار است. در ماه آوریل، نرخ بیکاری در این کشور به  ۹ / ۸ درصد افزایش یافت که این، بالاترین رقم در طی ۲۵ سال گذشته است. دویچه وله فارسی
- دادگاه تجدیدنظر رکسانا صابری برگزار شد

دادگاه تجدیدنظر برای رکسانا صابری، خبرنگار ایرانی-آمریکایی، با حضور وکلای مدافع برگزار شد. قاضی دادگاه تجدیدنظر درخواست آزادی رکسانا صابری با سپردن وثیقه را رد کرد. بسیاری از سازمان‌های بین‌المللی حقوق بشر و سازمان‌های مدافع روزنامه‌نگاران، خواستار آزادی فوری رکسانا صابری هستند. صابری در دادگاه بدوی به جرم «جاسوسی برای آمریکا» به هشت سال زندان محکوم شده بود. دویچه وله فارسی
- نتانیاهو: «جولان را به سوریه پس نمی‌دهیم»

مقام‌های ارشد اسرائیل به نقل از بنیامین نتانیاهو، نخست‌وزیر این کشور گفته‌اند که اسرائیل با خروج از بلندی‌های جولان موافقت نخواهد کرد. اسرائیل و سوریه به صورت رسمی در حال جنگ به سر می‌برند و اسرائیل از سال ۱۹۶۷ بلندی‌های جولان را در اشغال خود دارد. بی‌بی‌سی فارسی
- «۳۷۸ کشته در اثر خمپاره‌باران ارتش سری‌لانکا»

نیروهای ارتش سری‌لانکا متهم شده‌اند که با خمپاره‌باران شبانه یک منطقه جنگی در شمال این کشور باعث مرگ ده‌ها نفر غیرنظامی تامیل شده‌اند. این اتهام توسط شورشیان تامیل در شمال جزیره سری‌لانکا وارد شده‌است، ولی ارتش سری‌لانکا وقوع چنین حمله‌ای را انکار کرده است. بی‌بی‌سی فارسی

## ۱۱ مه ۲۰۰۹
- سفر رهبر کاتولیک‌های جهان به اسرائیل

پاپ بندیکت شانزدهم وارد شهر تل‌آویو در کشور اسرائیل شد و از سوی شیمعون پرس، رئیس‌جمهور و بنیامین نتانیاهو نخست‌وزیر اسرائیل، در فرودگاه بین‌المللی بن گوریون مورد استقبال قرار گرفت. این سفر در راستای ارتقای روابط واتیکان و اسرائیل، اولین سفر رسمی بندیکت شانزدهم به اسرائیل و دومین سفر رسمی رهبر کاتولیک‌های جهان به اسرائیل است. بی‌بی‌سی فارسی
- رکسانا صابری از زندان آزاد شد

عبدالصمد خرمشاهی، وکیل مدافع رکسانا صابری، خبرنگار ایرانی-آمریکایی که به اتهام جاسوسی برای آمریکا به ۸ سال زندان محکوم شده بود، از آزادی موکل خود خبر داده است. بی‌بی‌سی فارسی
- ملاقات رئیس جمهور مصر و نخست وزیر اسرائیل در شرم‌الشیخ

حسنی مبارک، رئیس‌جمهور مصر و بنیامین نتانیاهو، نخست‌وزیر اسرائیل، در شرم‌الشیخ با یکدیگر دیدار و گفت‌وگو می‌کنند. بنا به گفته منابع اسرائیلی محور این گفت‌وگو‌ها افزایش نفوذ ایران در منطقه خاورمیانه خواهد بود. دویچه وله فارسی
- مرگ هفت سرباز کلمبیایی در شبیخون شورشیان فارک

در پی شبیخون نیروهای مسلح انقلابی کلمبیا، هفت سرباز ارتش کلمبیا در جنوب غربی این کشور کشته و چهار سرباز نیز زخمی شده‌اند. آلوارو اوریبه رئیس‌جمهور کلمبیا، این حمله را محکوم کرده است. بی‌بی‌سی فارسی

## ۱۲ مه ۲۰۰۹
- پاپ انکار هولوکاست را محکوم کرد

پاپ بندیکت شانزدهم، رهبر کاتولیک‌های جهان، در بازدید از موزه هولوکاست در اورشلیم، خطاب به جمعی از  بازماندگان واقعه نسل‌کشی یهودیان اروپا توسط رژیم آلمان نازی گفت: «از خدا می‌خواهیم که نام این قربانیان هرگز از میان نرود. از خدا می‌خواهیم که رنج آنها هرگز انکار، تحقیر یا فراموش نشود». وی همچنین از حق فلسطینی‌ها برای داشتن کشوری برای خود حمایت کرد. بی‌بی‌سی فارسی
- آمریکا جان دمیانیوک را به آلمان مسترد کرد

ایالات متحده آمریکا، جان دمیانیوک که متهم به جنایت علیه بشریت، نسل‌کشی و مشارکت در هولوکاست است را به آلمان مسترد کرد. وی در آلمان بخاطر معاونت در مرگ ۲۹ هزار یهودی در اردوگاه‌های مرگ نازی‌ها تحت تعقیب قرار دارد. لقب او در اردوگاه مرگ سوبیبور به دلیل وحشی‌گری و قساوت غیر قابل توصیف، «ایوان مخوف» بوده است. بی‌بی‌سی فارسی، یدیعوت اخرونوت
- برکناری فرمانده‌ نیروهای آمریکایی در افغانستان

به گفته‌ی رابرت گیتس، وزیر دفاع آمریکا، سیاست خارجی دولت باراک اوباما ایجاب می‌کند که فرمانده نیروهای آمریکا و ناتو در افغانستان تعویض شود. به همین دلیل ژنرال استنلی مک‌کریستال که سال گذشته به این سمت گماشته شد، برکنار خواهد شد. دویچه وله فارسی
- حمله‌ی شیمیایی طالبان به مدرسه‌ی دخترانه در افغانستان

طالبان برای بار سوم در مدتی بسیار کوتاه، با گاز سمی به مدرسه‌ای دخترانه در شرق افغانستان حمله کردند. ۸۹ کودک پس از این حمله به بیمارستان منتقل شدند. در دوران سلطه‌ی طالبان رفتن دختران به مدرسه ممنوع بود. دویچه وله فارسی، بی‌بی‌سی فارسی
- فضاپیمای آتلانتیس برای تعمیر تلسکوپ هابل راهی فضا شد

فضاپیمای آتلانتیس برای انجام ماموریتی بلندپروازانه و مخاطره‌آمیز برای تعمیر تلسکوپ فضایی هابل، از مرکز فضایی کندی، راهی فضا شده است. بی‌بی‌سی فارسی

## ۱۳ مه ۲۰۰۹
- پشتیبانی پاپ از تشکیل کشور مستقل فلسطین

پاپ بندیکت شانزدهم، رهبر کاتولیک‌های جهان، وارد بیت‌اللحم، شهر زادگاه عیسی مسیح در کرانه باختری رود اردن شد. بندیکت شانزدهم در دیدار با محمود عباس، رئیس تشکیلات خودگردان فلسطین، ضمن تأکید بر پشتیبانی واتیکان از تشکیل یک کشور مستقل فلسطینی در کنار کشور اسرائیل، از فلسطینیان خواست در برابر «وسوسۀ تروریسم» مقاومت کنند. رادیو بین‌المللی فرانسه، یدیعوت اخرونوت
- آمریکا به عضویت شورای حقوق بشر سازمان ملل درآمد

سه سال بعد از تأسیس شورای حقوق بشر سازمان ملل متحد و برای اولین‌بار، نماینده ایالات متحده آمریکا نیز در مجمع این شورا حضور دارد. دولت باراک اوباما، از ماه مارس تصمیم جورج دبلیو بوش مبنی بر تحریم شرکت در شورای حقوق بشر را لغو کرد. دویچه وله فارسی
- فرار ۷۵۰ هزار غیرنظامی از مناطق جنگی در پاکستان

تشدید نبردها میان ارتش پاکستان و شبه‌نظامیان طالبان در پاکستان سبب آوارگی صدها هزار تن شده‌است رسانه‌های پاکستان گزارش از «جنگی پنهان» در کشور می‌دهند. به گفته‌ی مقام‌های ارتش پاکستان، با گشودن جبهه‌ای جدید، شورشیان در محاصره‌ی نیروهای نظامی قرار گرفته‌اند. دویچه وله فارسی، رادیو بین‌المللی فرانسه

## ۱۴ مه ۲۰۰۹
- گفتگوی «خصوصی» پاپ بندیکت با نتانیاهو

بنیامین نتانیاهو، نخست‌وزیر اسرائیل با پاپ بندیکت شانزدهم، رهبر کاتولیکهای جهان در شهر ناصره در اسرائیل بطور خصوصی دیدار و گفت و گو کرد. بندیکت شانزدهم از حق فلسطینیان برای داشتن یک کشور مستقل حمایت کرده‌است و در عین حال از فلسطینیان خواسته تا به خشونت و تروریسم باز نگردند. بی‌بی‌سی فارسی
- هشدار اوباما به اسرائیل: «حمله به ایران را فراموش کنید»

در آستانه سفر بنیامین ناتانیاهو به واشنگتن، باراک اوباما رئیس‌جمهور ایالات متحده آمریکا از وی خواست که در جریان این سفر از طرح پیشنهاد حمله به ایران خودداری کند. اوباما همچنین اسرائيل را به خویشتن‌داری در برابر ایران فراخواند. دویچه وله فارسی
- در حمله ارتش پاکستان بیش از ۸۰ طالبان کشته شدند

طبق گزارش‌های رسمی طی درگیری‌های میان ارتش پاکستان و نیروهای طالبان در دره‌ی سوات  که از هفته گذشته آغاز شد، تاکنون ۸۰۰ نفر از اعضای طالبان و ۴۰ نفر از نیروهای نظامی پاکستان کشته شده‌اند. این درگیری‌ها باعث گریختن۷۵۰ هزار نفر از منطقه شده‌است. دویچه وله فارسی

## ۱۵ مه ۲۰۰۹
- خروج رکسانا صابری از ایران

رکسانا صابری خبرنگار ایرانی-آمریکایی پس از آزادی از زندان اوین، در تاریخ ۲۵ اردیبهشت ۱۳۸۸، تهران را به مقصد وین در کشور اتریش ترک کرد. وی به همراه خانواده‌اش عازم ایالات متحده آمریکا، کشور محل اقامتش است. دویچه وله فارسی، بی‌بی‌سی فارسی
- موافقت اوباما با محاکمه نظامی زندانیان گوانتانامو

باراک اوباما رئیس‌جمهور ایالات متحده آمریکا موافقت خود را با تشکیل دادگاه نظامی برای برخی از زندانیان بازداشتگاه گوانتانامو ابراز داشت. دویچه وله فارسی

## ۱۶ مه ۲۰۰۹
- دولت سریلانکا از پیروزی نظامی بر شورشیان تامیل خبر داد

ماهیندا راجاپاکسه، رئیس‌جمهوری سریلانکا، پس از ۲۵ سال جنگ داخلی در این کشور، اعلام کرد که نیروهای دولتی بر شورشیان ببرهای تامیل پیروز شده‌اند. با این وجود، هنوز ده‌ها هزار غیرنظامی در مناطق جنگی، در بدترین شرایط زندگی بسر می‌برند. دویچه وله فارسی
- پیروزی حزب کنگره در انتخابات هند

بر اساس آخرین نتایج شمارش آرای انتخابات پارلمانی هند، حزب کنگره‌ با کسب حدود ۲۵۰ کرسی از ۵۴۳ کرسی در پارلمان هند دست یافته است. حزب ناسیونالیست هند، موسوم به باراتیا جاناتا، تنها ۱۶۰ کرسی را از آن خود کرد. دویچه وله فارسی
- دومین مأموریت تعمیر و نگهداری هابل به پایان رسید

فضانوردان آمریکایی دومین مأموریت خود برای تعمیر و نگهداری تلسکوپ فضایی هابل را به پایان رساندند. هابل، تلسکوپ ایستگاه فضایی بین‌المللی است. دویچه وله فارسی

## ۱۷ مه ۲۰۰۹
- ورود زنان برای نخستین بار به مجلس کویت

برای نخستین بار، چهار نماینده زن به مجلس کویت راه یافتند. زنان کویتی در سال ۲۰۰۵ میلادی، حق شرکت در انتخابات را به دست آوردند، اما در دوره پیشین نماینده‌ای در مجلس نداشتند. دویچه وله فارسی
- شهر جوهر به تصرف اسلام‌گرایان سومالی درآمد

پیکارجویان تندرو اسلام‌گرا در سومالی، شهر جوهر در شمال موگادیشو، پایتخت، را به اشغال نظامی درآوردند. شهر جوهر دارای موقعیت مهم استراتژیک و تنها مسیر قابل عبور به سوی مرکز سومالی از پایتخت است. دویچه وله فارسی، بی‌بی‌سی فارسی
- بارسلونا و اینترمیلان بی‌زحمت قهرمان شدند

تیم‌های فوتبال بارسلونا و اینترمیلان، به لطف شکست نزدیک‌ترین رقبای خود، مقام قهرمانی لالیگا و سری آ را به دست آوردند. بی‌بی‌سی فارسی

## ۱۸ مه ۲۰۰۹
- فشار اوباما بر نتانیاهو در ارتباط با تشکیل کشور فلسطینی

باراک اوباما در دیدار با بنیامین نتانیاهو در کاخ سفید، حمایت خود از راه حل  دو کشوری و ایجاد کشور فلسطینی در کنار اسرائیل ابراز کرد و خواستار شد تا اسرائیل گسترش شهرک‌های یهودی‌نشین در کرانه باختری رود اردن را متوقف کند. در همین حال، رهبران دو کشور تصریح کردند که در ارتباط با برنامه اتمی ایران، همه گزینه‌ها باز است. دویچه وله فارسی، بی‌بی‌سی فارسی
- شورشیان سریلانکا سلاح‌های خود را بر زمین می‌گذارند

جدایی‌طلبان تامیل در سریلانکا، موسوم به ببرهای آزادی‌بخش تامیل پایان مبارزه‌ی مسلحانه‌ی خود با دولت را اعلام کردند. ببرهای تامیل اعلام کردند که سلاح‌های خود را بر زمین خواهند گذاشت. ۲۵ سال است که مبارزه‌ی جدایی‌طلبان تامیل ادامه دارد. این مبارز‌ه‌ی خونین تاکنون مرگ دست کم ۷۵ هزار نفر را به دنبال داشته است. دویچه وله فارسی
- ژن تعیین کننده زمان بلوغ در دختران کشف شد

گروهی از دانشمندان، که محققان بریتانیایی در راس آن قرار داشته‌اند، دو ژن را رد یابی کرده‌اند که ظاهرا نقش بزرگی در تعیین سن آغاز عادت ماهانه در دختران ایفا می‌کنند. این ژن‌ها روی کروموزم ۶ و کروموزم ۹ انسان قرار دارند. بی‌بی‌سی فارسی

## ۱۹ مه ۲۰۰۹
- مأموریت تعمیر تلسکوپ فضایی هابل با موفقیت انجام شد

فضانوردان فضاپیمای آتلانتیس توانستند، آخرین مرحله از مأموریت تعمیر تلسکوپ فضایی هابل را نیز با موفقیت به پایان برسانند. دو فضانورد این فضاپیما در پنجمین و آخرین مأموریت خود در ۵۶۰ کیلومتری زمین توانستند در این تلسکوپ، باتری‌ها و سنسور جدید کار بگذارند. ناسا پیش‌بینی می‌کند که تلسکوپ هابل که قدمت آن به ۱۹ سال می‌رسد، با توجه به مجهز شدن به ابزار جدید می‌تواند تا ۱۰ سال دیگر اطلاعاتی را از کهکشان ارسال کند. دویچه وله فارسی
- رزمایش اسرائیل با انتقاد شدید ایران روبرو شد

نیروی هوایی اسرائیل، رزمایش بزرگ خود را آغاز کرد. هدف از این رزمایش آن‌گونه که مقامات ستاد کل نیروهای دفاعی اسرائیل اعلام کرده‌اند، «تمرین‌های هوایی و همچنین حمل و نقل تجهیزات نظامی به نقاط مختلف اسرائیل است». این رزمایش اسرائیل در ایران با انتقادهای شدیدی روبرو شده است. دویچه وله فارسی

## ۲۰ مه ۲۰۰۹
- اسامی نامزدهای تایید شده انتخابات ریاست جمهوری ایران اعلام شد

ستاد انتخابات وزارت کشور جمهوری اسلامی ایران، اسامی محمود احمدی‌نژاد، رئیس‌جمهوری کنونی، محسن رضایی میرقائد، دبیر مجمع تشخیص مصلحت نظام و فرمانده پیشین سپاه پاسداران انقلاب اسلامی،  مهدی کروبی ، رئیس پیشین مجلس شورای اسلامی و رئیس پیشین بنیاد شهید و میرحسین موسوی خامنه، آخرین نخست‌وزیر نظام جمهوری اسلامی را به عنوان نامزدهای مورد تایید شورای نگهبان برای رقابت در انتخابات دهمین دوره ریاست‌جمهوری ایران اعلام داشت. بی‌بی‌سی فارسی
- کشف بقایای کهن‌ترین نخستی در جهان

دانشمندان دانشگاه اسلو پرده از نتایج تحقیقات خود در موزه تاریخ طبیعی آمریکا برداشتند. کشف آنان فسیلی ۴۷ میلیون ساله در آلمان است که متعلق به کهن‌ترین اجداد شناخته شدهٔ نخستی‌های امروزی محسوب می‌گردد. لس آنجلس تایمز، دی ولت

## ۲۱ مه ۲۰۰۹
- آزمایش موشک سجیل ۲ توسط ایران

ایران موشک سجیل ۲  را با موفقیت آزمایش کرد. این موشک، حدود ۲ هزار کیلومتر برد پرتاب دارد. سوخت موشک سجیل ۲ جامد است و در دو مرحله عمل می‌کند. دویچه وله فارسی
- ۴ نفر در آمریکا به اتهام طراحی حملات تروریستی بازداشت شدند

پلیس فدرال آمریکا ۴ شهروند مسلمان آمریکایی را به اتهام طراحی حملات تروریستی در نیویورک بازداشت کرده‌است. پلیس می‌گوید، این افراد قصد داشتند حملاتی علیه کنیسه‌های یهودیان در منطقه‌ی برانکس نیویورک و هواپیماهای نظامی پایگاهی واقع در شمال این شهر ترتیب دهند. دویچه وله فارسی
- نرگس محمدی به «تبلیغ علیه نظام جمهوری اسلامی» متهم شد

نرگس محمدی، فعال حقوق بشر و روزنامه‌نگار، نایب رئیس و سخنگوی کانون مدافعان حقوق بشر و رئیس هیئت اجرایی شورای صلح ایران، توسط مقامات قضایی ایران، ممنوع‌الخروج شد. اتهام وی، تبلیغ علیه نظام جمهوری اسلامی اعلام شده است. بی‌بی‌سی فارسی

## ۲۲ مه ۲۰۰۹
- مانموهان سینگ  بار دیگر نخست‌وزیر هند شد

پس از پیروزی حزب کنگره هند در انتخابات مجلس نمایندگان این کشور، مانموهان سینگ ، برای یک دوره پنج‌ساله‌ی دیگر نخست‌وزیر هند شد. پس از سوگند سینگ به قانون اساسی هند، هر ۱۹ وزیر کابینه‌ی او نیز مراسم تحلیف را انجام دادند. دویچه وله فارسی
- سفر معاون رئیس‌جمهوری آمریکا به لبنان

جو بایدن، معاون رئیس‌جمهوری آمریکا برای دیدار با مقامات لبنانی، وارد بیروت پایتخت این کشور شد. این نخستین دیدار یک مقام بلندپایه آمریکایی از لبنان در بیست و پنج سال گذشته بوده‌است. جو بایدن در دیدار با میشل سلیمان، رئیس‌جمهور لبنان، حمایت خود را از دموکراسی در این کشور اعلام کرد. بی‌بی‌سی فارسی
- بازگشایی نمایشگاه موریس پس از ۳۸ سال

موزه تیت بریتانیا، نمایشگاهی را که تقریبا چهار دهه پیش به خاطر استقبال «بیش از اندازه» مردم پس از چهار روز تعطیل شد، دوباره برپا کرده است. در این نمایشگاه که در تالار بزرگ موزه تیت برقرار شده، آثار اینستالیشن (Installation) رابرت موریس، هنرمند مشهور آمریکایی در معرض دید و تجربه مردم قرار داده شده است. بی‌بی‌سی فارسی

## ۲۳ مه ۲۰۰۹
- خودکشی رئیس جمهور سابق کره جنوبی

رو مو هیون رئیس جمهور سابق کره جنوبی با پرتاب خود از فراز یک  تپه، خودکشی کرد.خبرگزاری آشویتدپرس

## ۲۴ مه ۲۰۰۹
- قطع خدمات مایکروسافت به ایران

شرکت مایکروسافت خدمات اینترنتی پیام‌رسان ویندوز لایو را به پنج کشور «متخاصم» جمهوری اسلامی ایران، کوبا، سودان، سوریه، و کره شمالی قطع کرد. گلف نیوز

## ۲۵ مه ۲۰۰۹
- فیلتر شدن فیس‌بوک در ایران

جمهوری اسلامی ایران دسترسی کاربران اینترنت به وبگاه فیس‌بوک را قطع کرد. کاندیداهای مخالف دولت معتقدند این قطع دسترسی یک کارشکنی در مبارزات انتخاباتی با محمود احمدی‌نژاد است. واشینگتن پست

## ۲۶ مه ۲۰۰۹
- باز شدن فیس‌بوک در ایران

جمهوری اسلامی ایران دسترسی کاربران اینترنت به وبگاه فیس‌بوک را بار دیگر برقرار کرد. سه روز پیش، در ۲۳ مه ۲۰۰۹ این دسترسی (که پیشتر نیز قطع و مجدداً برقرار شده بود)، قطع شد. AP به‌نقل از ایلنا

## ۲۸ مه ۲۰۰۹
- انفجار مسجد علی بن ابیطالب (ع) زاهدان را لرزاند

بر اثر انفجار بمبی در مسجد علی بن ابیطالب زاهدان بیش از ۲۵تن کشته و شمار زخمی‌ها نیز به بیش از ۹۰تن رسیده‌است.خبرگزاری فارس

## ۲۹ مه ۲۰۰۹
- آمریکا حملات زاهدان را محکوم کرد

سخنگوی کاخ سفید با محکوم کردن حملات خونین زاهدان اعلام کرد: «مردم آمریکا تسلیت عمیق خود را به خانواده‌های این حملات اعلام می‌کنند. تروریسم با هیچ بهانه‌ای موجه نیست، و ایالات متحده آن را به هر شکل، و در هر کشور و مردمانی محکوم می‌کند.» آسوشیتد پرس
- پرده‌برداری از قدرتمندترین لیزر جهان

در مراسمی باحضور آرنولد شوارزنگر و نماینده کنگره آمریکا، تاسیسات پرقدرت ترین لیزر جهان در آزمایشگاه ملی لارنس لیورمور در کالیفرنیا افتتاح گردید. هدف از این لیزر، پژوهش بر روی همجوشی هسته‌ای است. لس آنجلس تایمز، ان بی سی

## ۳۰ مه ۲۰۰۹
- استقبال بی نظیر از رکسانا صابری در آمریکا

جمع کثیری آمریکایی در داکوتای شمالی در فرودگاه شهر فارگو به استقبال رکسانا صابری شتافتند. پلاکاردهایی در جمع مردم دیده میشد که نوشته بود «رکسانا، به خانه ات خوش آمدی» و سناتور جان هوون در مراسم خوشامدگویی در فرودگاه، این روز را «روزی شاد برای مردم داکوتای شمالی» خواند. پیشتر، هیلاری کلینتون شخصا «بعوان یک مادر» صابری را در آغوش گرفته، و صابری در اولین مصاحبه تلویزیونی خود با داین سایر در شبکهٔ ای بی سی نسبت به آیندهٔ روابط ایران و آمریکا اظهار خوشنودی کرده بود. آسوشیتد پرس، شبکه ای بی سی، نیویورک تایمز

## ۳۱ مه ۲۰۰۹
- حفر اولین چاه اکتشافی ایران در خزر

غلامحسین نوذری وزیر نفت جمهوری اسلامی ایران از حفر اولین چاه اکتشافی نفت این کشور در دریای خزر خبر داد.خبرگزاری مهر
- ادامه ناآرامی‌ها در زاهدان

سه روز پس از بمب گذاری جندالله در یکی از مساجد شیعیان در زاهدان ، درگیری‌ها و ناآرامی‌های گسترده‌ای در نقاط مختلف شهر زاهدان روی داده است. مولوی عبدالحمید اسماعیل زهی امام جمعه شهر مردم را به آرامش فراخوانده‌ است.بی بی سی فارسی  ،رادیو زمانه